# Bachanahalli, Sidlaghatta
Bachanahalli là một làng thuộc tehsil Sidlaghatta, huyện Kolar, bang Karnataka, Ấn Độ.